# Andrew M. Stuart

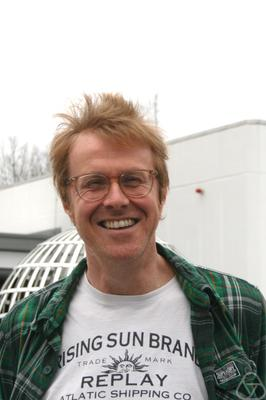
Andrew M. Stuart (2012)

Andrew M. Stuart (* 19. August 1962) ist ein britischer Mathematiker, der sich mit Numerischer Mathematik befasst.
Stuart studierte an der University of Bristol mit dem Bachelorabschluss 1983 und der Universität Oxford, an der er 1986 bei John Norbury promoviert wurde. Als Post-Doktorand war er am Massachusetts Institute of Technology und ab 1989 Lecturer an der University of Bath. 1991 wurde er Assistant Professor und 1995 Associate Professor an der Stanford University. Ab 1999 war er Professor für Angewandte Mathematik an der University of Warwick. 2005 bis 2007 war er dort Direktor des Centre for Scientific Computing. 2016 wechselte Stuart an das CalTech.
Er befasst sich mit numerischen Methoden für stochastische Differentialgleichungen und für Differentialgleichungen und deren Langzeitverhalten und mit Daten-Assimilierung.
1997 erhielt er den James-H.-Wilkinson-Preis, 1989 den Leslie Fox Preis, 1997 den Germund Dahlquist Preis der SIAM und 2000 den Junior Whitehead-Preis. Stuart hielt 2002 die DiPerna-Vorlesung (Extracting Macroscopic Dynamics). 2002/03 war er Senior Research Fellow der Royal Society und des Leverhulme Trust und 2013 erhielt er den Wolfson Merit Award der Royal Society. Seit 2009 ist er SIAM Fellow. 2008 erhielt er einen Advanced Grant des European Research Council (ERC).
Er war Gastredner auf dem ICM in Seoul 2014 (Uncertainty quantification in Bayesian inversion). 2020 wurde Stuart in die Royal Society gewählt.

## Schriften
- mit G. A. Pavliotis Multiscale methods: averaging and homogenization, Springer 2008
- mit Oscar Gonzalez A first course in continuum mechanics, Cambridge University Press 2008
- mit A. R. Humphries Dynamical systems and numerical analysis, Cambridge University Press 1996